# Béthemont-la-Forêt
Béthemont-la-Forêt là một xã ở tỉnh Val-d'Oise, thuộc vùng Île-de-France ở miền bắc nước Pháp.